# Álbum Comparativo da Cidade de São Paulo
O Álbum Comparativo da Cidade de São Paulo 1862-1887 é um álbum fotográfico de Militão Augusto de Azevedo, fotógrafo carioca, publicado pela Photographia Americana em 1887, empresa pertencente ao próprio autor. O álbum conta com 60 fotos de pontos importantes da cidade de São Paulo, fazendo uma comparação desses lugares entre o anos de 1862 e 1887. Em grande medida, o álbum é bastante retomado hoje em dia não só em estudos históricos sobre o desenvolvimento da cidade de São Paulo como, também, em estudos a respeito da noção de modernidade empregada pelo Estado moderno brasileiro na época de sua publicação. A publicação é considerada pioneira na comparação da evolução urbana brasileira, e é considerada a obra mais importante do fotógrafo brasileiro Militão Augusto de Azevedo, uma vez que consagrou, segundo Vânia Carneiro de Carvalho, um modelo de comparação do desenvolvimento urbano que se tornaria amplamente adotado por orgãos públicos como forma de publicidade para os empreendimentos governamentais; e pelo mercado editorial:

Os repertórios documentais urbanos são muito antigos. Um dos pioneiros neste tipo de edição foi o fotógrafo Militão Augusto de Azevedo, que lança, em 1887, o seu Álbum Comparativo da Cidade de São Paulo, 1862-1887. Desde então, a prática de comparar diversos momentos da cidade tornou-se uma fórmula consagrada de apresentação de repertórios fotográficos urbanos no mercado editorial, incluindo-se nesse contexto as publicações produzidas por órgãos públicos para divulgar os empreendimentos urbanos de seus governos

## Contexto Histórico da Publicação
O Álbum Comparativo da Cidade de São Paulo surge em um momento de valorização econômica da cidade de São Paulo, uma vez que a economia cafeeira havia emergido desde o século XIX como novo ciclo econômico brasileiro. Dentro desse contexto, a ideia de uma publicação comparativa servia como forma de destacar o progresso material de São Paulo, colocando o passado apenas em matéria de uma conservação da memória, enquanto privilegiava o futuro em oposição linear ao passado. Ao comparar os mesmos pontos da cidade de São Paulo em anos distintos e de posições semelhantes da fotografia, o efeito seria um afastamento do passado da cidade de São Paulo, tido como rudimentar, e um privilegiamento do presente desenvolvimento urbano daquela época.
Consequentemente, o álbum de Militão A. de Oliveira desempenhou historicamente um papel legitimador de uma noção de modernidade construída em oposição ao passado de vilarejo de São Paulo. O Álbum Comparativo foi, nesse sentido, um dos pioneiros brasileiros da tendência de mensuramento do desenvolvimento urbano a partir do seu distanciamento das características estéticas e organizacionais do passado. Essa necessidade histórica advinha do acúmulo de capital da cidade de São Paulo, que foi um dos motes da atuação de Militão ao criar o Álbum Comparativo. As transformações sociais causadas pelo redirecionamento dos lucros da exportação cafeeira para São Paulo alteraram radicalmente a vida na cidade, gerando crescimento populacional, mudança das dinâmicas sociais antes rurais para dinâmicas mais urbanas, além de um aumento das atividades econômicas comerciais. Íris Morais Araújo, ao falar sobre o Álbum Comparativo da Cidade de São Paulo, declara que esse contexto de transformação da cidade de São Paulo influenciou a produção fotográfica de Militão:

A partir da década de 1870, São Paulo passou a receber com mais intensidade os lucros da exportação cafeeira do oeste da província, alterando-se aos olhos de seus moradores com rapidez até então desconhecida. E tal situação interessou sobremaneira ao fotógrafo, que em 1887 fez imagens de vários pontos da cidade, preservando os mesmos ângulos (ou quase) das vistas urbanas capturadas vinte e cinco anos antes.
Esse privilégio do presente constituiria, dentro desse contexto histórico, uma noção da cidade que estaria de acordo com seu novo patamar econômico. Em outras palavras, uma transformação simbólica da cidade visando mostrar, através da urbanização, a legitimidade para a alcunha de capital econômica do país obtida pelo papel desempenhado durante o ciclo do café.

## O Álbum
Como dito pelo próprio Militão, trata-se de "um álbum comparativo de São Paulo antigo e moderno". O álbum fotográfico compara 60 fotografias da cidade de São Paulo, todas tiradas nos mesmos lugares e, majoritariamente, pelos mesmos ângulos. As fotografias possuem dimensão de 14x22cm e foram todas coladas em pranchas de papel cartão, distribuídas uma por página. O intuito do álbum é mostrar a transformação da cidade ao longo dos 25 anos que separam as primeiras das segundas fotografias. Nas palavras de Militão, resumidamente, seu trabalho foi buscar "os clichês de 1862" e fazer "os comparativos atuais”.

## Análise
Como levantado acima, o estilo comparativo do álbum desempenhou historicamente o papel de distanciamento de uma São Paulo anterior à urbanização, em uma tentativa de legitimar o papel econômico que a cidade desempenhava desde o ciclo do café. Ao olharmos para as comparações na obra, percebemos um grande enfoque dado por Militão Augusto de Azevedo, por exemplo, ao enquadramento dos asfaltos nas fotos de 1887. Em uma época em que o asfalto era tido como uma marca de desenvolvimento, a inclusão desse elemento pelo fotógrafo evidencia sua consciência do uso de uma separação qualitativa entre passado e presente. Ademais, apesar das palavras "antigo" e "moderno" não estarem presentes em parte alguma do álbum comparativo, Íris Morais Araújo percebeu que Militão utilizava as palavras em cartas que trocou sobre o álbum com Garraux. Essa conotação negativa do passado terminaria, segundo argumentação de Vânia Carneiro de Carvalho, favorecendo a desestruturação espacial (como, por exemplo, a destruição de pontos históricos da cidade):

Este tipo de álbum parece constituir um contrapeso, com conotações altamente positivas, para a desestruturação espacial e possivelmente emocional, que acompanha qualquer fenômeno acelerado de alteração física da cidade no contexto socialmente marginalizante do sistema capitalista. Não é por acaso que a apresentação de imagens do passado é quase sempre associada à intenção de conservar a memória.
“Três cidades em um século” é a metáfora utilizada por Benedito Lima de Toledo para descrever o desenvolvimento urbano de São Paulo no boom da economia cafeeira. O Álbum Comparativo da Cidade de São Paulo capta muitas das transformações que ocorreram nesse ciclo em suas comparações. Em boa medida, parte das mudanças de ângulo foram feitas para enquadrar novos empreendimentos governamentais, o aumento nos andares nas casas, praças, asfaltos, alargamento das vias etc. Ou seja, uma reconfiguração dos signos associados à modernidade, junto do crescimento e alargamento dos objetos retratados, seriam causas da reconfiguração do ângulo adotado por Militão nas fotografias de 1887. Ísis Araujo de Morais, ao falar das fotos da Rua do Comércio, menciona esses dois pontos:

(...) a reformulação física da cidade e o aumento de fluxos nas vias pareceu exigir do fotógrafo uma mudança de perspectiva. Nas fotos de 1887, ele se utilizou de outras convenções da fotografia para retratar os mesmos (e outros) pontos da capital provincial.  A tomada de 1862, feita do chão da rua do Comércio, mostra a via contornada de poucos sobrados e de casas térreas com beirais (denunciando assim que, em sua feitura, a taipa foi utilizada amplamente).
Uma das transformações notadas por Beatriz Bueno da cidade de São Paulo é a "abertura de praças modernas, em oposição aos antigos largos vinculados às igrejas das irmandades laicas". Essas praças podem ser percebidas nas fotografias da Igreja de N. S. dos Remédios, na página 16 e 17, onde há readaptação do ângulo da fotografia para dar conta da construção de uma praça moderna anexada à Igreja. Nela, o pátio da cadeia, parte da foto de 1862, desaparece do enquadramento para que a nova praça pudesse ser centralizada na foto. As praças, inclusive, são um dos signos de modernização constantemente empreendidos na obra de Militão. Na página 15, figura uma praça na fotografia "Assembleia Provincial e Câmara Municipal", de 1887; e fotos como as da Ladeira do Palácio, que viria a se tornar a Rua João Alfredo em 1887, mostram uma diminuição dos aspectos rurais na cidade de São Paulo através da construção de uma praça somada à ausência de burros de carga e cavalos. A tendência, como dito antes, ao uso do asfaltamento como signo de modernidade é bastante aparente quando observamos o enquadramento das quatro fotos da Rua do Rosário e Rua Imperatriz (nome posterior), nas páginas 18 a 21, que mostram a tendência dada por Militão ao enquadramento "de cima para baixo" nas fotos de 1887. Fotos como a da Ladeira do Palácio também tem seus ângulos alterados para privilegiar o chão e captar bem toda a praça e suas árvores.